# Абу Абдуррахман аль-Билави
Адна́н Исмаи́ль Наджм аль-Билави́ аль-Дулайми́ (араб. عدنان إسماعيل نجم البيلاوي الدليمي‎), более известный под военным псевдонимом Абу́ Абдуррахма́н аль-Билави́ аль-Анбари́ (араб. أبو عبد الرحمن البيلاوي الأنباري‎), — главнокомандующий Исламского государства Ирака и Леванта и глава его Военного совета до его убийства иракскими силами безопасности 4 июня 2014 года.

## Биография
Аль-Билави принадлежал к клану Аль-бу Бали Дулайм, крупнейшему племени в иракской провинции Аль-Анбар. Его племя сформировало ядро сопротивления против сил США в Ираке. В 2014 году Дулайми вернулся в ряды повстанцев.
В то время губернатор Анбара Ахмад Халаф аль-Дулайми утверждал, что он обучал аль-Билави, когда они оба учились в Иракской военной академии. Аль-Билави получил высшее образование в 1993 году и стал офицером пехоты иракских вооруженных сил, дослужившись до звания капитана.
После вторжения в Ирак США и их союзников в 2003 году аль-Билави присоединился к Аль-Каиде в Ираке и тесно сотрудничал с её тогдашним лидером Абу Мусабом аз-Заркави. Согласно аудиообращению официального представителя ИГИЛ Абу Мухаммада аль-Аднани, опубликованному 11 июня 2014 года, аль-Билави был одним из основателей Джамаат ат-Таухид валь-Джихад и обучал многих джихадистов во время повстанческого движения.
Наджм аль-Билави был задержан американскими войсками в 2005 году в лагере Букка. Аль-Билави был одним из примерно 500 заключённых, сбежавших из тюрьмы Абу-Грейб в июле 2013 года после рейда и массового побега из тюрьмы, совершённых членами Исламского государства Ирака и Леванта.
После побега он стал членом Военного совета ИГИЛ и сыграл важную роль в планировании и руководстве военным наступлением группировки в Северном и Центральном Ираке. Аль-Билави был убит 4 июня 2014 года в ходе рейда иракских сил безопасности в Мосуле. После его смерти ноутбук, принадлежавший аль-Билави, позволил получить качественные разведданные об операциях и структуре руководства ИГИЛ. Аль-Билави руководил планированием военной операции против Мосула, после его смерти ИГИЛ начало атаку, в результате которой к 9 июня 2014 года город был полностью захвачен. Атака была названа «Вторжением льва Аллаха аль-Билави Абу Абдуррахмана» в его честь.
Его смерть была признана официальным представителем ИГИЛ Абу Мухаммадом аль-Аднани в аудиообращении от 11 июня 2014 года, в котором он высоко оценил его вклад в группировку. Сообщается, что его сменил Абу Айман аль-Ираки на посту главы Военного совета ИГИЛ.